# Sociaal-Economische Raad (Nederland)
De Sociaal-Economische Raad (SER) is een Nederlands adviesorgaan van ondernemers, werknemers en onafhankelijke deskundigen. De SER adviseert de regering en het parlement over het sociaaleconomisch beleid. Ook faciliteert de SER akkoorden en convenanten. Voorbeelden zijn het Energieakkoord en diverse convenanten voor maatschappelijk verantwoord ondernemen. Daarnaast voert de organisatie bestuurlijke taken uit om bijvoorbeeld medezeggenschap te bevorderen.
In haar nu zeventigjarige bestaan heeft de SER een belangrijke rol gespeeld bij de opbouw van de verzorgingsstaat en bij de toename van de welvaart in Nederland. Maar ook in tijden van economische teruggang was de SER een voorname speler. Hoewel er soms kritiek klinkt op 'polderen' is het Nederlandse overlegmodel waarvan de SER een belangrijk onderdeel is een voorbeeld voor andere landen.

## Ontstaan van de SER

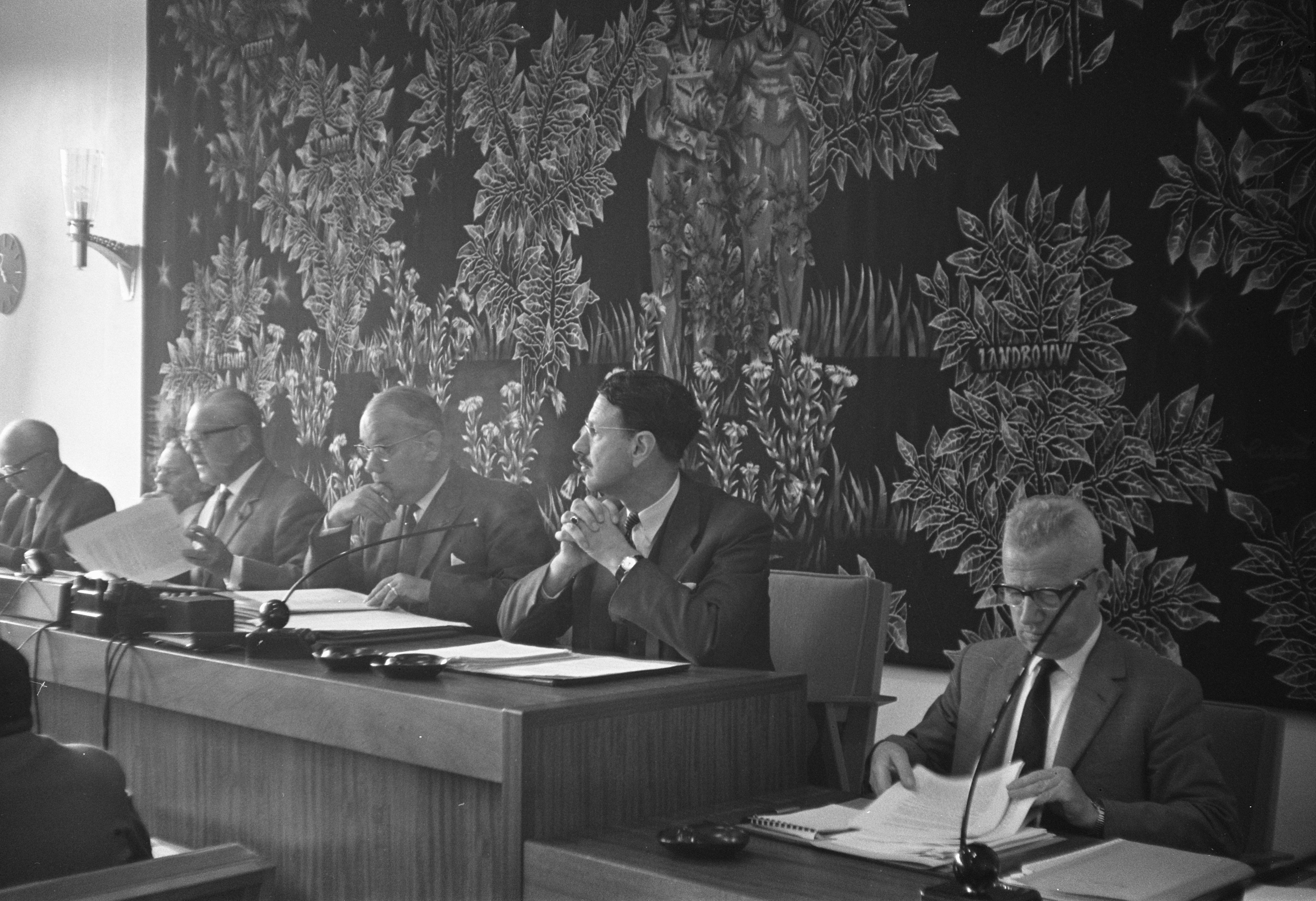
Bijeenkomst van de SER over de representativiteit der hoge ambtenaren, 25 september 1959

In 1934 verscheen het boek Een andere S.D.A.P., Objectief socialisme. door W. Huygens, uitgegeven bij N.V. De Arbeiderspers. In het boek wordt een andere inrichting van het sociaal-economische bestel in Nederland ontworpen.
W. Huygens postuleerde in dit destijds invloedrijke boek "De Centraal Economiese Raad (C.E.R.) samengesteld uit Kroonleden door de Regering benoemd, leden op voordracht van de werkgevers en leden uit de kring van werknemersorganisaties". Zowel een adviserende als uitvoerende taken waren deze C.E.R. toebedeeld.
Na de oorlog vond men dat de overheid zich meer moest gaan bemoeien met economische groei, werkgelegenheid en sociale zekerheid. Werkgevers en werknemers moesten daarbij invloed krijgen op de besluitvorming. Die betrokkenheid van ondernemers en werknemers bij het sociaaleconomisch beleid werd in 1950 vastgelegd in de Wet op de bedrijfsorganisatie. Deze wet regelde formeel toepassing van enkele grondwetsartikelen, waardoor in het bedrijfsleven 'openbare lichamen' konden worden ingesteld met verordenende bevoegdheden.
Deze wet is vervangen door de Wet op de Sociaal-Economische Raad. Met deze wet werd de Sociaal-Economische Raad opgericht. Via de SER kregen werkgevers en werknemers een adviserende taak en bestuurlijke bevoegdheden.

## Samenstelling
De SER is samengesteld uit vertegenwoordigers van werkgevers- en werknemersorganisaties en uit kroonleden. Dit zijn door de regering benoemde deskundigen. De raad telt 33 leden: 11 werkgevers-, 11 werknemers- en 11 kroonleden. Kroonleden zijn vaak hoogleraren op economisch, financieel, juridisch of sociaalwetenschappelijk gebied. Ze worden door de koning benoemd. Hun taak is het behartigen van het algemeen belang. Daarnaast treden kroonleden op als bruggenbouwer wanneer werknemers en ondernemers het niet met elkaar eens zijn. De leden van de raad worden telkens voor twee jaar benoemd. Ieder lid stemt ‘zonder last of ruggespraak’ en heeft een plaatsvervanger. Het dagelijks bestuur van de SER is eveneens samengesteld uit deze drie partijen.
Drie centrale ondernemersorganisaties: 
- VNO-NCW (7 zetels)
- MKB-Nederland (3 zetels)
- LTO Nederland (1 zetel)

Drie centrale werknemersorganisaties: 
- FNV (8 zetels)
- CNV (2 zetels)
- VCP (1 zetel)

Op 16 september 2022 is Kim Putters geïnstalleerd  als de nieuwe voorzitter. Zijn termijn als voorzitter zal duren tot 1 april 2024, waarna herbenoeming mogelijk is.

## Taken van de SER
De bekendste taak van de SER is het adviseren aan regering en parlement over hoofdlijnen van het sociaaleconomisch beleid. Bij sociaaleconomische vraagstukken wegen de adviezen van de SER zwaar. Zeker wanneer werkgevers, werknemers en kroonleden het eens zijn in hun advies. De raad geeft zowel gevraagd als ongevraagd advies. De adviezen van de SER zijn openbaar en verschijnen op internet. Ze behandelen een grote verscheidenheid aan sociaaleconomische onderwerpen, zoals arbeidsmarkt, pensioenen en onderwijs.
De drie doelstellingen van de SER zijn:
- een evenwichtige economische groei, passend binnen het streven naar duurzame ontwikkeling
- een zo groot mogelijke arbeidsparticipatie
- een redelijke inkomensverdeling

De SER brengt verschillende organisaties binnen de samenleving samen. Een voorbeeld daarvan is het Energieakkoord. Bedrijven, maatschappelijk organisaties en de overheid maakten afspraken om de CO2-uitstoot te verminderen. Sinds 2016 faciliteert de SER de convenanten voor Internationaal Maatschappelijk Verantwoord Ondernemen. Bedrijven, maatschappelijke organisaties, vakbonden en de overheid maken binnen convenanten afspraken om misstanden in internationale productieketens aan te pakken. Er zijn onder andere convenanten in de textielsector, de bankensector en de goudsector.
De SER voert ook wettelijke en bestuurlijke taken uit. Onder andere op het gebied van medezeggenschap, gezond en veilig werken, aanstellingskeuringen en pensioenen.
Per 1 januari 2021 is Topvrouwen, een initiatief van VNO-NCW MKB, ondergebracht bij de SER en heet nu SER Topvrouwen. Voorzitter van de Raad van Advies is Marguerite Soeteman-Reijnen. SER Topvrouwen beheert een database met topvrouwen, die bedrijven, instellingen en wervingsbureaus kunnen raadplegen.

## Commissies
Adviezen, verkenningen en besluiten die in de raad van de SER worden vastgesteld, worden voorbereid in verschillende SER-commissies. Ook zijn er commissies die zich bezig houden met bestuurlijke taken. De meeste commissies bereiden adviezen voor die de raad vervolgens bespreekt en vaststelt. Sommige commissies (zogenaamde art. 43-commissies) kunnen ook rechtstreeks advies uitbrengen aan regering en parlement.
Commissies bestaan doorgaans uit een vertegenwoordiging vanuit ondernemersleden, werknemersleden en onafhankelijke deskundigen (waaronder kroonleden). In de commissies zitten niet altijd raadsleden. Organisaties kunnen namelijk ook anderen benoemen in een commissies. Commissies worden bij de SER altijd voorgezeten door een kroonlid.
Op dit moment zijn er bij de SER commissies actief op de terreinen van algemeen sociaal-economisch beleid, economische structuurbeleid, arbeidsmarkt- en onderwijsvraagstukken, arbeidsrecht en ondernemingsrecht, bevordering medezeggenschap, arbeidsomstandigheden, sociale zekerheid en gezondheidszorg, pensioenen, internationaal sociaal-economisch beleid, consumentenaangelegenheden en bestuurlijke aangelegenheden en toezicht.

## Onafhankelijke organisatie
Hoewel bij wet ingesteld, is de SER geen overheidsinstelling. Ook in financieel opzicht is de SER onafhankelijk van de overheid. Het werk van de SER kost zo’n 15 miljoen euro per jaar. De benodigde financiële middelen worden opgebracht door het bedrijfsleven. Sinds 1 januari 2013 gebeurt dit via het Algemeen Werkloosheidsfonds.

## Betekenis
Nederland staat bekend om zijn overlegeconomie, waarin de adviezen van de SER van oudsher veel gewicht in de schaal leggen bij de besluitvorming van de regering. Over de jaren zijn inmiddels ruim 1300 adviezen uitgebracht door de SER. Deze zijn alle terug te vinden op de website van de SER. 
Het kabinet is niet verplicht de adviezen van de SER op te volgen, maar het motiveert wel altijd waarom een bepaald advies niet wordt overgenomen. De argumenten kunnen zodoende toch een rol spelen in het publieke debat. De adviezen van de SER worden gepubliceerd. Daarnaast biedt de SER maatschappelijke organisaties en deskundigen gelegenheid om deel te nemen aan het debat over sociaal-economische kwesties en om daarover in contact te treden met parlement en ministeries.
Tevens speelt de SER een belangrijke rol bij het in gezamenlijkheid (overheid en bedrijfsleven) vaststellen van het sociaal-economisch beleid. Belangrijke adviezen waren er onder ander over de loonvorming (in 1962), over het wettelijk minimumloon in 1966, over de WAO (in 1982 en 1991), over de Economische en Monetaire Unie (in 1990), over het sociaal-economische beleid in de jaren 2000-2004, over een toekomstgericht ouderenbeleid op het gebied van werk, inkomen, pensioenen en zorg (in 2005), over duurzame globalisering (in 2008), het pensioenakkoord (2019), het Klimaatakkoord (2020), het middellange termijn advies voor 2021 tot 2025 over zekerheid van werk en inkomen, toekomstig verdienvermogen, sterke publieke dienstverlening en een duurzaam leefklimaat (2021) en over de positie van jongeren (2019 en 2022).